# Rick Mount
Richard Carl "Rick" Mount (Lebanon, Indiana, 5 de enero de 1947) es un exjugador de baloncesto estadounidense que disputó cinco temporadas en la ABA. Con 1,93 metros de estatura, jugaba en la posición de escolta.

## Trayectoria deportiva

### Escuela
Rick Mount es hijo de Pete Mount, un exjugador profesional que actuó con los Sheboygan Redskins en la National Basketball League. Por influencia de su padre, creció cultivando un gran amor por el baloncesto.
Asistió a la Lebanon High School, donde jugó para los Tigers, el equipo de la institución. Durante esos años, el talento de Mount impresionó a los aficionados no sólo a nivel estatal, sino también a nivel nacional: por ese motivo en febrero de 1966 se convirtió en el primer atleta de escuela secundaria en aparecer en la portada de la revista Sports Illustrated. El año anterior había jugado la final del torneo estatal de Indiana ante Crawfordsville High School en el Hinkle Fieldhouse, en un evento que había reunido a más de 10000 espectadores.
Al culminar su etapa escolar, fue reconocido como el USA Basketball Yearbook Player of the Year, galardón otorgado al jugador estadounidense juvenil que era considerado el mejor de su clase. 

### Universidad

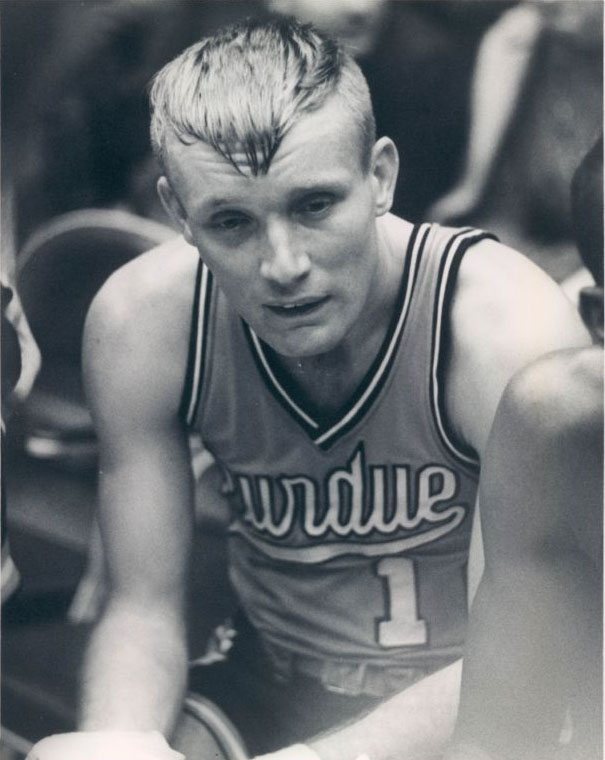
Mount, en Purdue.

Jugó durante tres temporadas con los Boilermakers de la Universidad Purdue a las órdenes del entrenador George King, en las que promedió 32,3 puntos y 2,9 rebotes por partido. Fue All-American consensuado en 1969 y 1970, años en los que fue segundo y tercer máximo anotador del país respectivamente.
Es el máximo anotador histórico de su universidad, con 2.323 puntos, y tiene además el récord de la Big Ten Conference de anotación en una temporada, con 35,4 puntos por partido en 1970, y el de mayor anotación en un partido, con 61 conseguidos ante Iowa Hawkeyes el 28 de febrero de ese mismo año. Fue además incluido en el mejor quinteto de la conferencia las tres temporadas y elegido mejor jugador las dos últimas.

### Profesional
Fue elegido en el puesto 132 del Draft de la NBA de 1970 por Los Angeles Lakers, y en la cuarta posición del draft de la ABA por los Indiana Pacers, fichando por estos últimos. En su segunda temporada en el qeuipo se hizo con el puesto de titular, acabando con 14,3 puntos y 2,9 asistencias por partido, y logrando el anillo de campeón tras derrotar en las finales a los New York Nets.
Al término de la temporada 1972-73 fue traspasado a los Kentucky Colonels, donde siguió asumiendo el papel de titular, acabando la temporada promediando 14,9 puntos y 3,2 asistencias por partido, perdiendo las finales ante su antiguo equipo, los Pacers, en el séptimo y definitivo encuentro.
Pero al año siguiente se vio abocado al banquillo, y mediada la temporada fue traspasado a los Utah Stars a cambio de una futura elección del draft. Allí fue suplente de Ron Boone, pero llegó a disputar sus terceras finales consecutivas con tres equipos diferentes, cayendo en esta ocasión ante los New York Nets.
En 1974 fue traspasado junto con Julius Keye y los derechos sobre el entrenador Joe Mullaney a los Memphis Sounds a cambio de Randy Denton. En su nuevo equipo volvió a asumir el papel de titular, completando la mejor temporada de su carrera, al promediar 17,1 puntos y 3,0 asistencias por partido, pero truncada en el mes de enero por una dislocación en el hombro que acabaría poniendo fin a su carrera de forma prematura.

## Estadísticas de su carrera en la ABA

### Temporada regular
| Temporada | Edad | Equipo            | Liga | Pos. | P   | TIT | MIN  | TC  | TCA  | %TC  | 3P  | 3PA | %3P  | 2P  | 2PA  | %2P  | TL  | TLA | %TL  | R.OF. | R.DEF. | REB | ASIS | ROB | TAP | PER | FP  | PTS  |
| 1970-71   | 24   | Indiana Pacers    | ABA  | SG   | 66  |     | 12.6 | 2.3 | 6.1  | .371 | 0.3 | 1.2 | .291 | 1.9 | 4.9  | .390 | 1.8 | 2.2 | .800 | 0.4   | 0.7    | 1.1 | 1.6  |     |     | 1.2 | 1.9 | 6.6  |
| 1971-72   | 25   | Indiana Pacers    | ABA  | SG   | 78  |     | 27.3 | 5.4 | 12.2 | .443 | 0.7 | 2.3 | .317 | 4.7 | 9.9  | .472 | 2.8 | 3.3 | .828 | 0.6   | 1.4    | 2.0 | 2.9  |     |     | 1.8 | 3.0 | 14.3 |
| 1972-73   | 26   | Kentucky Colonels | ABA  | SG   | 61  |     | 29.2 | 6.0 | 13.2 | .459 | 0.1 | 0.5 | .300 | 5.9 | 12.7 | .465 | 2.6 | 3.2 | .803 | 0.8   | 1.4    | 2.3 | 3.2  |     |     | 2.0 | 2.8 | 14.9 |
| 1973-74   | 27   | TOTAL             | ABA  | SG   | 52  |     | 14.5 | 3.4 | 7.9  | .437 | 0.2 | 0.9 | .261 | 3.2 | 7.0  | .459 | 1.1 | 1.4 | .831 | 0.5   | 0.6    | 1.2 | 1.3  | 0.5 | 0.0 | 0.9 | 1.5 | 8.3  |
| 1973-74   | 27   | Kentucky Colonels | ABA  | SG   | 18  |     | 15.3 | 3.1 | 8.4  | .364 | 0.1 | 0.7 | .154 | 2.9 | 7.7  | .384 | 1.1 | 1.4 | .760 | 0.4   | 0.7    | 1.1 | 1.5  | 0.4 | 0.0 | 1.2 | 2.1 | 7.3  |
| 1973-74   | 27   | Utah Stars        | ABA  | SG   | 34  |     | 14.0 | 3.6 | 7.6  | .479 | 0.3 | 1.0 | .303 | 3.4 | 6.6  | .504 | 1.2 | 1.4 | .870 | 0.6   | 0.6    | 1.2 | 1.1  | 0.6 | 0.0 | 0.8 | 1.2 | 8.8  |
| 1974-75   | 28   | Memphis Sounds    | ABA  | SG   | 26  |     | 34.4 | 7.0 | 16.6 | .420 | 0.8 | 1.8 | .426 | 6.2 | 14.8 | .419 | 2.4 | 2.8 | .863 | 0.5   | 1.4    | 2.0 | 3.0  | 1.1 | 0.3 | 1.6 | 1.7 | 17.1 |
| Total     |      |                   | ABA  |      | 283 |     | 22.6 | 4.6 | 10.6 | .433 | 0.4 | 1.3 | .317 | 4.2 | 9.2  | .450 | 2.2 | 2.6 | .820 | 0.6   | 1.1    | 1.7 | 2.4  | 0.7 | 0.1 | 1.5 | 2.3 | 11.8 |

### Playoffs
| Temporada | Edad | Equipo            | Liga | Pos. | P  | TIT | MIN  | TC  | TCA  | %TC  | 3P  | 3PA | %3P  | 2P  | 2PA  | %2P  | TL  | TLA | %TL  | R.OF. | R.DEF. | REB | ASIS | ROB | TAP | PER | FP  | PTS  |
| 1970-71   | 24   | Indiana Pacers    | ABA  | SG   | 10 |     | 12.9 | 2.5 | 7.3  | .342 | 0.5 | 1.7 | .294 | 2.0 | 5.6  | .357 | 0.5 | 0.7 | .714 | 0.5   | 0.5    | 1.0 | 0.9  |     |     | 0.6 | 1.5 | 6.0  |
| 1971-72 ❍ | 25   | Indiana Pacers    | ABA  | SG   | 20 |     | 19.4 | 3.4 | 8.9  | .382 | 0.4 | 1.5 | .267 | 3.0 | 7.4  | .405 | 1.7 | 2.0 | .846 |       |        | 1.2 | 1.6  |     |     | 1.2 | 2.5 | 8.9  |
| 1972-73   | 26   | Kentucky Colonels | ABA  | SG   | 19 |     | 35.6 | 6.3 | 15.4 | .406 | 0.5 | 1.2 | .455 | 5.7 | 14.3 | .402 | 3.8 | 4.6 | .839 | 1.1   | 1.4    | 2.5 | 2.6  |     |     | 2.2 | 2.5 | 16.9 |
| 1973-74   | 27   | Utah Stars        | ABA  | SG   | 16 |     | 19.1 | 4.9 | 10.6 | .459 | 0.3 | 1.0 | .313 | 4.6 | 9.6  | .474 | 0.6 | 0.6 | .900 | 0.4   | 1.1    | 1.5 | 1.1  | 0.6 | 0.4 | 0.6 | 1.1 | 10.6 |
| Total     |      |                   | ABA  |      | 65 |     | 23.0 | 4.5 | 11.0 | .406 | 0.4 | 1.3 | .329 | 4.0 | 9.7  | .417 | 1.8 | 2.2 | .839 | 0.7   | 1.1    | 1.6 | 1.6  | 0.6 | 0.4 | 1.2 | 2.0 | 11.2 |